# بادی دسیلوا
بادی دسیلوا (انگلیسی: Buddy DeSylva؛ ‏ ۲۷ ژانویهٔ ۱۸۹۵ – ۱۱ ژوئیهٔ ۱۹۵۰) موسیقی‌دان، ترانه‌سرا و تهیه‌کننده فیلم اهل ایالات متحده آمریکا بود.
از فیلم‌هایی که وی در آن‌ها نقش داشته‌است، می‌توان به دختر خدایان، تا زمانی که ابرها کنار بروند و گوی بلورین اشاره نمود.